# 4ª Armata corazzata delle guardie
La 4ª Armata corazzata delle guardie (in russo 4-я гвардейская танковая армия?, 4-ja gvardejskaja tankovaja armija) fu una formazione corazzata dell'Armata Rossa che partecipò ad alcune delle grandi battaglie durante la campagna sul fronte orientale della seconda guerra mondiale. Dopo un inizio particolarmente difficile durante la battaglia di Stalingrado, l'armata venne ricostituita completamente nell'estate 1943 e con il tempo divenne una delle unità meccanizzate sovietiche più potenti. Particolarmente ben equipaggiata con due corpi meccanizzati e un corpo carri, la 4ª Armata corazzata delle guardie concluse la grande guerra patriottica entrando vittoriosamente a Praga.

## Storia
Costituita il 1 agosto 1942 come 4ª Armata corazzata in una situazione di emergenza per cercare di fermare la grande offensiva tedesca verso Stalingrado, venne inizialmente equipaggiata con pochi mezzi corazzati e nonostante alcuni tentativi di contrattacco, dovette ripiegare dietro il Don senza essere riuscita ad arrestare la marcia dei tedeschi fino al Volga. La 4ª Armata corazzata venne quindi sciolta alla fine di ottobre 1942 nel quadro del programma di completa revisione delle forze corazzate sovietiche. Nell'estate 1943 lo Stavka costituì una seconda volta la 4ª Armata corazzata con due corpi carri e un corpo meccanizzato dotandola di oltre 500 carri armati moderni. Affidata all'esperto generale Vasilij Michajlovič Badanov, distintosi durante la battaglia di Stalingrado, l'armata entrò in azione nella operazione Kutuzov contro il saliente di Orël ma, nonostante avesse mostrato grande coraggio e slancio offensivo, non riuscì a sfondare il fronte tedesco e subì di nuovo forti perdite.

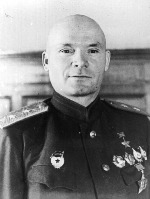
Il generale Dmitrij Danilovič Leljušenko, comandante della 4ª Armata corazzata delle guardie dal marzo 1944 alla fine della guerra

Nel resto del 1943 e nell'inverno 1944 l'armata partecipò all'avanzata generale tedesca e in particolare contribuì al temporaneo accerchiamento delle forze tedesche del generale Hans Hube nella sacca di Kam"janec'-Podil's'kyj, ma venne di nuovo criticata per non essere riuscita ad impedire la fuga del nemico. Nell'estate 1944 finalmente la 4ª Armata corazzata, passata al comando del generale Dmitrij Danilovič Leljušenko, grande esperto di mezzi corazzati e di operazioni mobili, ottenne i suoi primi grandi successi, partecipando in modo decisivo alla liberazione di Leopoli e alla marcia verso la Vistola. Nell'ultimo anno di guerra l'armata, sempre comandata dal generale Leljušenko e alle dipendenze del 1º Fronte ucraino del maresciallo Ivan Konev, venne potenziata con un secondo corpo meccanizzato e divenne una delle principali forze d'urto dell'Armata Rossa. Nelle grandi battaglie invernali del 1945 (operazione Vistola-Oder), la 4ª Armata corazzata fu in grado contemporaneamente di avanzare in profondità in Polonia e infliggere una dura sconfitta alla riserve corazzate tedesche.
I carri armati del generale Leljušenko si distinsero ancor di più nella battaglia finale di Berlino: sempre alle dipendenze del 1º Fronte ucraino, avanzarono in profondità a sud di Berlino, chiusero l'accerchiamento a ovest della capitale tedesca, contribuirono ai combattimenti nell'area urbana meridionale, parteciparono alla distruzione delle truppe tedesche accerchiate ad Halbe e infine respinsero anche i tentativi della cosiddetta "Armata Wenck" di venire in soccorso della guarnigione della città. Dopo questi brillanti successi, la 4ª Armata corazzata, che aveva ricevuto nel marzo 1945 il titolo di unità delle guardie, discese rapidamente a sud e concluse la seconda guerra mondiale entrando a Dresda e liberando Praga il 9 maggio 1945.
Dopo la seconda guerra mondiale, la 4ª Armata corazzata delle guardie prese la nuova denominazione di 4ª Armata meccanizzata delle guardie e rimase sul suolo tedesco entrando a far parte del Gruppo di forze sovietiche in Germania durante il primo periodo della Guerra fredda. Dopo numerosi cambiamenti di organico e di equipaggiamento, l'armata venne infine trasformata nel 1960 e prese la nuova denominazione di 20ª Armata delle guardie, rimanendo a far parte della prima linea del Patto di Varsavia fino alla fine della Guerra fredda e al richiamo in patria di tutte le forze militari sovietiche stanziate sul suolo tedesco.
Dopo il crollo dell'Unione Sovietica l'armata venne ritirata in Russia, inizialmente presso Voronež e successivamente a Nižnij Novgorod. Nel 2015, in piena guerra del Donbass, il quartier generale è stato nuovamente spostato a Voronež per mantenerlo vicino all'Ucraina. Lo stesso anno, nell'ambito delle riforme delle Forze armate russe, l'armata è stata ribattezzata 20ª Armata combinata delle guardie, e a partire dal 2022 ha preso parte all'invasione russa dell'Ucraina.

## Ordine di battaglia nel 1945[1]
- Quartier generale
- 5º Corpo meccanizzato delle guardie
- 6º Corpo meccanizzato delle guardie
- 10º Corpo corazzato delle guardie
- 68ª Brigata corazzata delle guardie
- 71ª Brigata artiglieria leggera delle guardie
- 119º Reggimento del genio delle guardie
- 7º Reggimento motociclisti delle guardie